# Irena Ejsmond
Irena Ejsmond (ur. 3 listopada 1906, zm. 28 czerwca 1996) – polska „Sprawiedliwa wśród Narodów Świata”.

## Życiorys
W trakcie II wojny światowej pomagała Żydom. Ukrywała w swoim warszawskim mieszkaniu znajomych, Józefa Tondowskiego i jego żonę, Edwardę po ich ucieczce z getta. Przechowywała w swoim mieszkaniu także ich cenne obrazy. Jej zaangażowanie opłaciło się. Dzięki posiadanym fałszywym dokumentom Tondowscy mogli opuścić dom Ireny i przenieść się do Zakopanego, gdzie pozostali aż do końca wojny. Kiedy po upadku powstania warszawskiego w 1944 r. wypędzono ludność cywilną z Warszawy, Tondowscy odwdzięczyli się Irenie Ejsmond, udzielając jej schronienia w swoim mieszkaniu w Zakopanem aż do końca wojny.  
Irena Ejsmond jest pochowana na Cmentarzu w Wilanowie.  

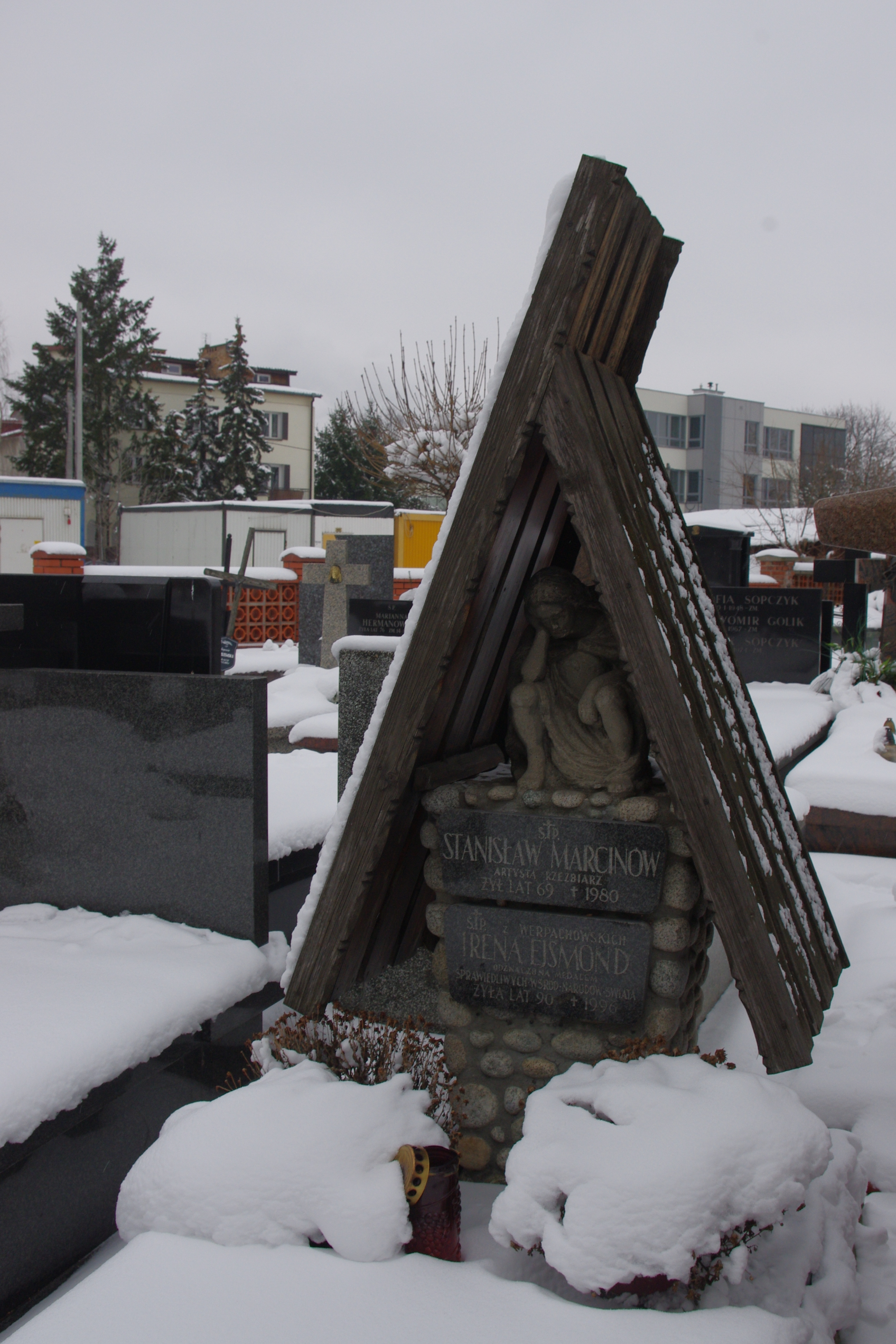
Nagrobek Ireny Ejsmond.

16 maja 1989 r. Instytut Jad Waszem uhonorował Irenę Ejsmond medalem „Sprawiedliwy wśród Narodów Świata”.